# ووكاش جيراك
ووكاش جيراك (بالبولندية: Łukasz Gierak) مواليد 22 يونيو 1988 في بولندا، هو لاعب كرة يد بولندي يلعب كوسط مدافع. يلعب حاليا مع بوغون شتشين ويحمل الرقم 10. مثل منتخب بولندا لكرة اليد. شارك في دورة الألعاب الأولمبية الصيفية سنة 2016.

## سجل المنافسة
شارك في البطولات التالية:
- الألعاب الأولمبية الصيفية 2016

## روابط خارجية
- ووكاش جيراك على موقع الاتحاد الأوروبي لكرة اليد (الإنجليزية)
- ووكاش جيراك على موقع اللجنة الأولمبية الدولية (الإنجليزية)
- ووكاش جيراك على موقع أوليمبيديا (الإنجليزية)
- ووكاش جيراك على موقع اللجنة الأولمبية البولندية (مؤرشف) (البولندية)